# Mišo Cebalo
Mišo Cebalo (Zagreb, 6 de febrero de 1945-2 de septiembre de 2022) fue un gran maestro de ajedrez croata . Ganó el 19.º Campeonato Mundial de Ajedrez Sénior en Condino 2009. En 2011 recibió el título de Entrenador Sénior de la FIDE.
Su padre, un buen jugador de ajedrez, le enseñó a jugar al ajedrez cuando tenía cinco años. A los 13 comenzó a frecuentar un club de ajedrez local ya los 20 jugó en el campeonato yugoslavo de Titograd , ganando el título de Maestro . A partir de entonces se matriculó en un curso de idiomas en la Universidad de Zagreb, deteniéndose durante algunos años para jugar al ajedrez. Tras finalizar los estudios y haber conseguido un empleo en el Centro de Cultura Física de Zagreb, en 1977 retomó plenamente su actividad ajedrecística, obteniendo el título de Maestro Internacional en 1978.
En 1980 recibió la primera norma de Gran Maestro después de ganar un torneo en Smederevska Palanka . En 1985 llegó empatado primero en el Campeonato de Yugoslavia, pero perdió el partido de desempate con el GM Slavoljub Marjanović. En el mismo año ganó un torneo zonal en Kavala (Grecia), obteniendo el título completo de Gran Maestro . Avanzó a la siguiente fase del campeonato mundial , que se jugó en el Interzonal Mende-Taxco , donde se ubicó del 6 al 7 de 16 jugadores (Jan Timman fue el ganador).
Cebalo jugó para Croacia en dos Olimpiadas de ajedrez : en el 1.er tablero en Manila 1992 y en el 4.º tablero en Moscú 1994 . A menudo jugó en el torneo de ajedrez Reggio Emilia , ganando la sección "C" en 1991 (la sección principal fue ganada por Anatoly Karpov y la sección "B" por Ljubomir Ljubojević).
Cebalo ganó muchos torneos abiertos, uno de los últimos fue el festival "Luigi Amalfi" de la Isla de Elba en 2007. Cebalo murió en Zagreb en septiembre de 2022, a la edad de 77 años.